# 尹昌範
尹昌範（韓語：윤창범），韓國電視劇導演。

## 作品列表

### 電視劇
- 2001年：KBS《漂亮淑女》
- 2001年：KBS《明成皇后》
- 2006年：KBS《漢城1945》
- 2010年：KBS《近肖古王》
- 2016年：KBS《再次，初戀》
- 2018年：KBS《一起生活吧》

### 企劃作品
- 2001年：KBS《大王世宗》

## 外部連結
- NAVER